# Ana Fonell
Ana Fonell (* 31. Januar 1949 in Berlin) ist eine deutsche Schauspielerin, Sängerin und Synchronsprecherin.

## Karriere
Fonell ist vor allem Fans der Fernsehserie Raumschiff Enterprise: Das nächste Jahrhundert ein Begriff, lieh sie doch in 94 Episoden Gates McFadden in der Rolle der Ärztin Beverly Crusher ihre Stimme, die zuvor von Rita Engelmann synchronisiert wurde. Des Weiteren sprach sie Barbara Bain in jenen Episoden der Serie Kobra, übernehmen Sie, für die Rose-Marie Kirstein nicht mehr zur Verfügung stand. Eine weitere markante Synchronrolle hatte sie im Zeichentrickfilm Lilo & Stitch, wo sie Mrs. Hasagawa synchronisierte.
Vor der Filmkamera konnte man Ana Fonell in einer Episode der Krimiserie Rosa Roth erleben, und zwischen 1997 und 1998 als Regine Seifert, eine Insassin des Frauengefängnisses in Hinter Gittern – Der Frauenknast.
Seit Mitte der 1970er Jahre steht Ana Fonell nicht nur als Schauspielerin, sondern auch als Sängerin auf Bühnen in ganz Deutschland, wo sie literarische Lieder und Chansons interpretiert. In den letzten Jahren liegt ihr Fokus speziell auf dem argentinischen Tango.